# Joel Goldsmith
Pour les articles homonymes, voir Goldsmith.
 (mars 2020).
Si vous disposez d'ouvrages ou d'articles de référence ou si vous connaissez des sites web de qualité traitant du thème abordé ici, merci de compléter l'article en donnant les références utiles à sa vérifiabilité et en les liant à la section « Notes et références ».
Joel Goldsmith est un compositeur américain né le 19 novembre 1957 à Los Angeles et mort le 29 avril 2012 à l'âge de 54 ans. Il composait des musiques de films, de séries télévisées, et de jeux vidéo. Il est le fils de Jerry Goldsmith.

## Filmographie

### Cinéma
- 1978 : Rayon laser (Laserblast) de Michael Rae
- 1979 : Doomsday Chronicles de James Thornton (documentaire)
- 1982 : Island of Blood de William T. Naud
- 1983 : Mad Night (Olivia) d'Ulli Lommel
- 1983 : L'Homme aux deux cerveaux (The Man with Two Brains) de Carl Reiner
- 1984 : Deux plombiers à Hollywood (Hollywood Hot Tubs) de Chuck Vincent
- 1986 : Crystal Heart de Gil Bettman
- 1987 : No Safe Haven de Ronnie Rondell Jr.
- 1987 : Banzai Runner de John G. Thomas
- 1988 : Counterforce (Escuadrón) de José Antonio de la Loma
- 1988 : Watchers de Jon Hess
- 1988 : Ricky 1 de William T. Naud
- 1990 : Jobman de Darrell Roodt
- 1990 : Moon 44 de Roland Emmerich
- 1990 : L'Abîme (The Rift) de Juan Piquer Simón
- 1990 : Rebelles (Across the Tracks) de Sandy Tung
- 1990 : Instant Karma de Roderick Taylor
- 1991 : Blue Desert de Bradley Battersby
- 1993 : Ramona ! de Jonathan Sarno
- 1993 : A Woman, Her Men, and Her Futon de Michael Sibay
- 1993 : Maniac Cop 3 (Maniac Cop 3: Badge of Silence) de William Lustig et Joel Soisson
- 1993 : Au-dessus de la loi (Joshua Tree) de Vic Armstrong
- 1993 : Shootfighter: Fight to the Death de Patrick Alan
- 1993 : Little Miss Millions (en) de Jim Wynorski
- 1993 : Max, le meilleur ami de l'homme (Man's Best Friend) de John Lafia
- 1994 : Bad Blood de Tibor Takács
- 1995 : Midnight Man de John Weidner
- 1996 : Vengeance du destin (One Good Turn) de Tony Randel
- 1996 : Vampirella de Jim Wynorski (vidéo)
- 1996 : Shiloh de Dale Rosenbloom
- 1997 : Kull le Conquérant (Kull the Conqueror) de John Nicolella
- 1998 : La Dernière Preuve (Shadow of Doubt) de Randal Kleiser
- 1998 : American Dragons de Ralph Hennecker
- 1999 : Shiloh II (Shiloh 2: Shiloh Season) de Sandy Tung
- 1999 : Diamonds de John Mallory Asher
- 2001 : Merci, mon Dieu! (Thank Heaven) de John Asher
- 2011 : War of the Dead de Marko Mäkilaakso

### Télévision

#### Séries télévisées
- 1990 : H.E.L.P.
- 1990 : Super Force ("Super Force") (5 épisodes)
- 1993-1994 : Le Retour des Incorruptibles (The Untouchables) (44 épisodes)
- 1993 : Diagnostic : Meurtre (Diagnosis Murder) (7 épisodes)
- 1994-1995 : La Légende d'Hawkeye (Hawkeye) (22 épisodes)
- 1995 : Au-delà du réel : L'aventure continue (The Outer Limits) (3 épisodes)
- 1997 : Stargate SG-1 (207 épisodes)
- 1998 : Le Flic de Shanghaï (44 épisodes)
- 2001 : Witchblade (15 épisodes)
- 2005 : Stargate Atlantis (Stargate: Atlantis)
- 2008 : Sanctuary (8 épisodes)
- 2009 : Stargate Universe

#### Téléfilms
- 1991 : Brotherhood of the Gun
- 1996 : Ein Tödliches Vergehen
- 1996 : Morsures (Rattled)
- 1997 : Stargate SG-1: Children of the Gods
- 1998 : Inferno
- 1999 : Monster!
- 2000 : Chameleon 3: Dark Angel
- 2000 : At Any Cost
- 2000 : Witchblade
- 2003 : Hélène de Troie (Helen of Troy)
- 2005 : Haunting Sarah
- 2006 : Fatal Desire
- 2007 : Stargate : L'Arche de Vérité (Stargate: The Ark of Truth)
- 2008 : Stargate : Continuum

### Jeu vidéo
- 2006 : Call of Duty 3 (jeu vidéo)